# Vegårsheis kommun
Vegårsheis kommun (norska: Vegårshei kommune) är en kommun i Agder fylke i södra Norge. Kommunens centralort är tätorten Myra.

## Administrativ historik
Vegårsheis kommuns gränser har inte ändrats sedan kommunen bildades på 1830-talet.
Den 1 januari 2020 slogs Aust-Agder och Vest-Agder fylke samman till Agder fylke och kommunen bytte kommunkod från 0912 till 4212.

## Tätorter
I Vegårsheis kommun finns en tätort:
- Myra (centralort)

Orten Ubergsmoen har tidigare räknats som en tätort men uppfyller inte längre kriterierna.

## Socknar
Inom Norska kyrkan motsvaras Vegårsheis kommun av Vegårsheis socken i Aust-Nedenes prosteri i Agder og Telemarks stift.